# Die amerikanische Nacht
Die amerikanische Nacht (Originaltitel: La Nuit américaine) ist eine französisch-italienische Liebeskomödie des Regisseurs François Truffaut.

## Handlung
Ein Film wird gedreht. Sechs Wochen werden die Dreharbeiten für den Film Je vous présente Pamela dauern, und es geht um den kollektiven Prozess seiner Entstehung: Mit ihren unterschiedlichen Erwartungen, Charakteren und Lebensentwürfen provozieren die Beteiligten aus dem Cast und dem Team geradezu das Entstehen von Streit, Eifersucht, Stress und den vielbeschworenen künstlerischen Differenzen. Sie alle eint jedoch die gemeinsame Leidenschaft für den Film, für den sich alle Opfer lohnen.

## Hintergrund

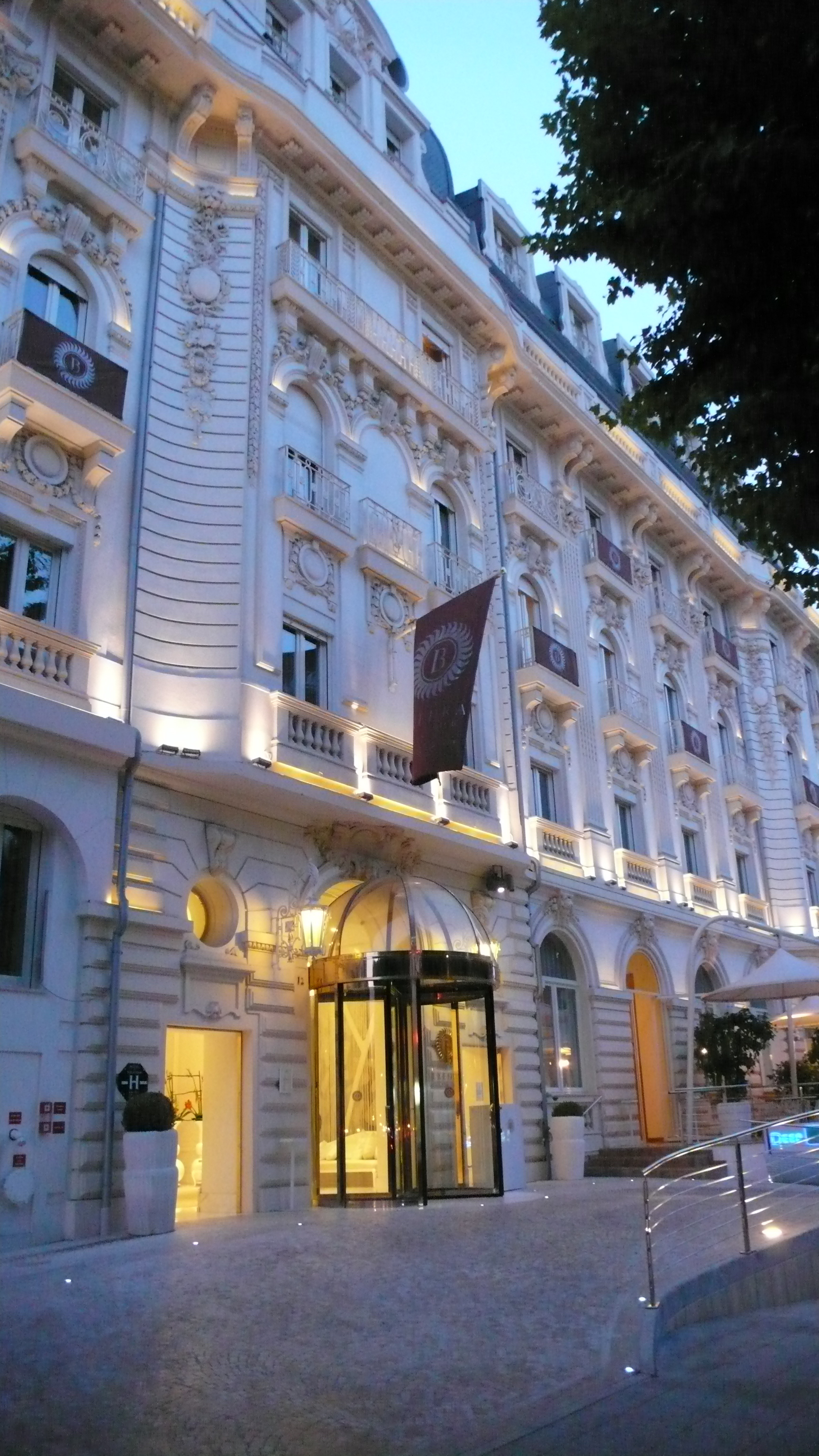
Das ehemalige Hotel Atlantic in Nizza

Der Film wurde in den Studios de la Victorine in Nizza gedreht, und zwar teilweise im vorhandenen Set des Films Die Irre von Chaillot von Bryan Forbes in einem Nachbau einer Pariser Métrostation, sowie im Hotel Atlantic in Nizza.
Im Film kommt ein spezielles Verfahren zum Einsatz, das dem Zuschauer Nacht vortäuscht, obwohl die jeweilige Szene am Tag gedreht wurde. Dieser Filtertrick wird Day-for-Night (oder auch Amerikanische Nacht) genannt. Dabei wird ein Blaufilter vor das Objektiv gesetzt und die Kamera ein bis zwei Blendenstufen unterbelichtet.
Die amerikanische Nacht ist den beiden US-amerikanischen Schauspielerinnen Lillian Gish und Dorothy Gish gewidmet.
Sequenzen aus Die amerikanische Nacht fanden 1978 in Truffauts Liebe auf der Flucht Verwendung. Aus der Scriptvolontärin Liliane wird nun in behaupteten Rückblenden Christines Freundin Liliane, die eine kurze Affaire mit Antoine hat. In einen Streit zwischen Liliane und Alphonse aus Die amerikanische Nacht wird Claude Jade als Christine montiert, so dass der Eindruck entsteht, die Szene gehöre tatsächlich in den Doinel-Zyklus.
Graham Greene hat eine Cameo-Auftritt als britischer Versicherungsagent, der nach dem Tod des Hauptdarstellers ins Spiel kommt. Truffaut war die wahre Identität Greenes unbekannt, der ihm als englischer Geschäftsmann, der seinen Lebensabend an der Côte d’Azur verbringt, vorgestellt wurde. Im Abspann taucht Greene unter dem Namen „Henry Graham“ auf. Es ist der einzige Auftritt Greenes in einem Film.
Mathieu Carrière sprach die Texte der deutschen Audiodeskription zum Film, die 2003 von Arte erstellt wurde.

## Musik
Die Musik des Films Le Grand Choral stammt von Georges Delerue. Michael Winterbottom hat den Grand Choral in seinem Film Genova verwendet. Im Film Life Story von 1987 (deutsche Fassung: Wettlauf zum Ruhm) verwendet Peter Howell den Grand Choral ebenfalls in einer Synthesizer-Fassung.

## Kritiken
Laut 1001 Filme habe Truffaut „das liebenswerte Porträt fast familiärer Beziehungen zwischen Cast und Team“ gezeichnet. Die Charakter seien „breit gefächert“ und würden „klug kontrastiert“. Truffaut betone zudem „die Vergänglichkeit, Verletzbarkeit und Unwirklichkeit des Lebens am Set“. Der Film lege „die vielen Illusionen des Filmemachens offen, greift aber die Magie des Kinos letztlich nicht an“. Truffaut habe vor allem auf die „Leichtigkeit des Tons, den Erzählfluss“ und eine optimale Ökonomie Wert gelegt. Dadurch gelinge es ihm, die Straffheit eines Alfred Hitchcock und Fritz Lang mit „der visuellen Anmut“ eines Jean Renoir zu verbinden.
Kay Wenigers Das große Personenlexikon des Films fand, dass Truffaut mit diesem Film-im-Film, „einer heiteren, stilistisch schwungvollen Fingerübung … sein populärstes, sein Massenpublikum-tauglichstes Werk“ vorgelegt und „zugleich eine … leidenschaftliche Liebeserklärung an seinen Beruf, das Filmemachen“ abgegeben habe.
Das Lexikon des internationalen Films meinte, François Truffaut habe in „einer wohldosierten Mischung aus Tragik und Heiterkeit […] einen mitreißenden Film um die Ereignisse vor und hinter der Kamera“ inszeniert. Der Film sei zudem eine „auf den ersten Blick leichtgewichtige, tatsächlich jedoch mit großer stilistischer Virtuosität gestaltete Liebeserklärung an das Filmemachen und an die Welt des Kinos, wobei die Grenzen zwischen Spiel und Wirklichkeit zuweilen verwischen“.

## Auszeichnungen
Der Film hat außer einem Oscar 13 Filmpreise gewonnen und wurde für 7 weitere nominiert.
Die amerikanische Nacht wurde sowohl 1974 als auch 1975 für den Oscar nominiert. Zunächst als französischer Beitrag in der Kategorie Bester fremdsprachiger Film, in der er sich gegen die Konkurrenz durchsetzen konnte, und im folgenden Jahr in den Kategorien Beste Regie und Bestes Originaldrehbuch sowie mit der Schauspielerin Valentina Cortese in der Kategorie Beste Nebendarstellerin.
Weitere Nominierungen gab es für den Golden Globe Award. Außerdem erhielt der Film drei BAFTA Awards, drei New York Film Critics Circle Awards sowie Preise der US-amerikanischen National Society of Film Critics und den französischen Prix Méliès.

## Synchronisation
| Rolle             | Darsteller         | Synchronsprecher    |
| ----------------- | ------------------ | ------------------- |
| Alphonse          | Jean-Pierre Léaud  | Jürgen Clausen      |
| Alexandre         | Jean-Pierre Aumont | Horst Naumann       |
| Julie             | Jacqueline Bisset  | Elisabeth von Molo  |
| Liliane           | Dani               | Marianne Groß       |
| Regisseur Ferrand | François Truffaut  | Fred Maire          |
| Séverine          | Valentina Cortese  | Rosemarie Fendel    |
| Stacey            | Alexandra Stewart  | Rose-Marie Kirstein |

## Rezeption
Julian Rosefeldt spielt im Titel seiner 5-Channel-Film-Installation American Night (2009) auf Truffauts Film an. Wie auch Truffaut lässt er den Zuschauer z. B. durch Kameraschwenks auf die filmende Crew am Entstehungsprozess des Films teilnehmen, zerstört damit aber gleichzeitig die filmische Illusion.